# Hola (VPN)
Hola là một ứng dụng mạng và ứng dụng điện thoại di động mà tuyên bố cung cấp một Internet nhanh hơn, riêng tư và an toàn hơn. Nó cung cấp một dịch vụ hình thức mạng riêng ảo (VPN) cho người sử dụng thông qua một mạng ngang hàng. Nó cũng sử dụng peer-to-peer caching. Khi người dùng truy cập một số lĩnh vực được biết là sử dụng geo-blocking, ứng dụng Hola chuyển yêu cầu đó sang các máy tính và kết nối internet của người dùng khác trong khu vực không bị chặn, do đó phá vỡ sự ngăn chặn. Điều này cũng có nghĩa là người sử dụng khác có thể truy cập Internet thông qua máy tính của mình, và một phần của một băng thông tải lên có thể được sử dụng để phục vụ cho dữ liệu lưu trữ cho người dùng khác. Người sử dụng trả tiền có thể chọn chuyển hướng tất cả các yêu cầu đến các peers nhưng họ không bao giờ bị dùng làm peers.

## Lịch sử
Năm 1998, Ofer Vilenski và Derry Shribman thành lập KRFTech, một công ty phát triển ứng dụng phần mềm. Với lợi nhuận từ công ty, họ thành lập công ty Jungo vào năm 2000 để phát triển một hệ điều hành cho home gateway. Năm 2006 NDS (Cisco) mua Jungo với giá 107 triệu $.

## Nền tảng
Hola được phân phối như một ứng dụng dựa trên trình duyệt của máy người dùng. Nó có sẵn cho tất cả các trình duyệt chính như Chrome, Firefox, Internet Explorer, Opera dưới hình thức trình duyệt add-on, hoặc ứng dụng và nó hoạt động trên các hệ điều hành chạy trên máy tính cá nhân cũng như Mac OS X. Hola cũng đã phát hành ứng dụng Android  và gần đây nhất là ứng dụng iPhone và iPad.

## Khách hàng

### Việt Nam
Công ty Hola viết trên blog mình, gần 200 ngàn người Việt Nam đã dùng ứng dụng Hola vì chính quyền đã chặn Facebook, cùng ứng dụng chia sẻ ảnh Instagram, hầu ngăn chặn người dân trao đổi thông tin và tổ chức các cuộc biểu tình về Vụ cá chết hàng loạt ở Việt Nam 2016.